# Mo Cowan
William ”Mo” Cowan, född 4 april 1969 i Yadkinville i North Carolina, är en amerikansk jurist och demokratisk politiker. Han var ledamot av USA:s senat från februari till juli 2013. 
Cowan utexaminerades från Duke University och avlade sedan juristexamen vid Northeastern University. Efter studierna anställdes han av advokatbyrån Mintz Levin och var senare medarbetare åt Massachusetts guvernör Deval Patrick. John Kerry avgick 2013 som senator för att tillträda som USA:s utrikesminister varför guvernör Patrick utnämnde Cowan till temporär ledamot av USA:s senat fram till dess att fyllnadsval hade hållits. Cowan ställde inte upp i fyllnadsvalet och avgick när Kerrys efterträdare (Ed Markey) blivit vald och tagit sin plats i senaten.